# Imperial Crown of India

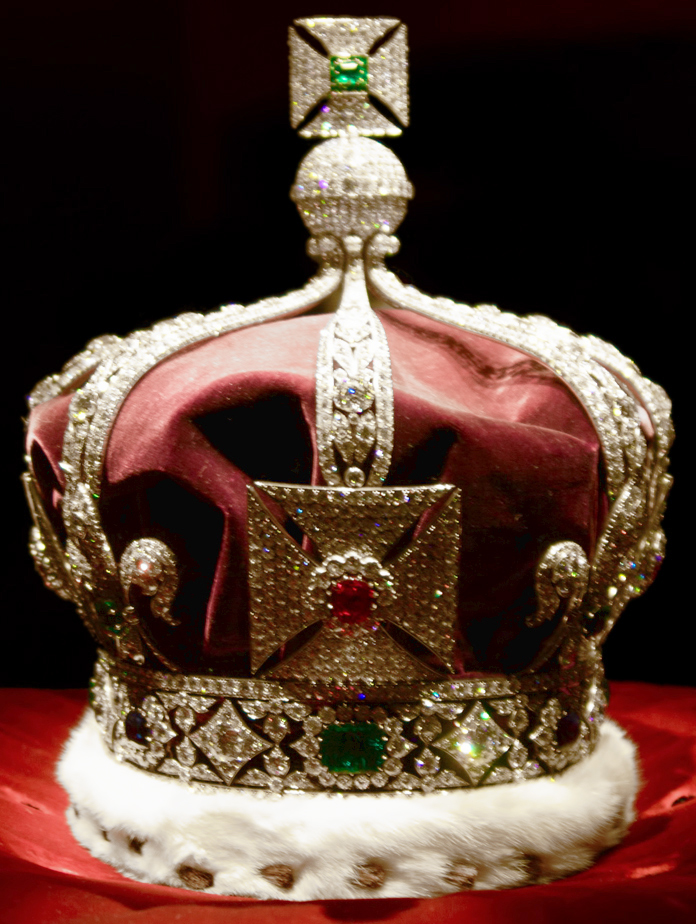
Die Imperial Crown of India

Die Imperial Crown of India, die indische Kaiserkrone, wird zusammen mit den britischen Kronjuwelen aufbewahrt, ohne jedoch selbst ein Teil von ihnen zu sein.

## Geschichte
Die Krone wurde 1911 für Georg V. als Kaiser von Indien hergestellt. Die Notwendigkeit einer weiteren Krone neben den britischen Kronjuwelen ist darauf zurückzuführen, dass die britischen Kronjuwelen von Gesetzes wegen das Vereinigte Königreich nicht verlassen dürfen.
König Georg und Königin Mary reisten zur Proklamation vor den indischen Fürsten als Kaiser und Kaiserin von Indien nach Delhi. Es fand keine Krönung statt, da der Erzbischof von Canterbury es nicht für angebracht hielt, eine christliche Messe in einem hinduistisch geprägten Land abzuhalten. Daher trug der König einfach die Krone, als er vor die Fürsten trat.
Die königlichen Juweliere schufen die Krone zum Preis von 60.000 britischen Pfund. Sie wiegt 34,05 Unzen (0,97 kg) und ist mit Smaragden, Rubinen, Saphiren und 6.100 Diamanten besetzt. Das beträchtliche Gewicht der Krone führte dazu, dass König Georg nach dem Tragen über heftige Kopfschmerzen klagte.
Seitdem wurde die Krone durch keinen Monarchen mehr getragen. Die Imperial Crown of India ist die einzige Krone eines britischen Monarchen, die dem Schema der kontinentaleuropäischen Kronen entsprechend acht statt der traditionsgemäß in Großbritannien üblichen vier Kron-Halbbügel besitzt.

## Aufbewahrungsort
Besichtigt werden kann die Krone im Tower of London, Seite an Seite mit den anderen Kronjuwelen.